# Bill Gadsby
William Alexander "Bill" Gadsby (ur. 9 sierpnia 1927 w Calgary, zm. 10 marca 2016 w Farmington Hills) – kanadyjski hokeista, który grał na pozycji obrońcy. Grał w klubach Chicago Black Hawks, New York Rangers i Detroit Red Wings. Trenował również Detroit Red Wings w 78 meczach. Od 1970 roku członek Hockey Hall of Fame. W 1998 znalazł się na 99. miejscu wśród 100 najlepszych hokeistów w gazecie The Hockey News. W NHL rozegrał 1248 spotkań.